# Ferdinando.Doc: Por Trás da Diva
Ferdinando.Doc: Por Trás da Diva é um curta-metragem brasileiro dirigido por Carolina Durão e Zaga Martelletto, escrito por Leonardo Viso e Marcelo Souza, e baseado na talk show Ferdinando Show, do canal a cabo, Multishow. O curta foi lançado no dia 28 de janeiro de 2019.

## Enredo
O curta aborda a vida do porteiro Ferdinando, interpretado por Marcus Majella, com referências a memes e outros documentários sobre celebridades como Madonna e Michael Jackson. O filme conta ainda com participações da atriz e modelo Nicole Bahls e Blogueirinha, influenciadora digital. 

## Elenco
- Marcus Majella como Ferdinando
- Rafael Infante como Mickey
- Cacau Protásio como Cacau
- Gominho como Gominho
- Nicole Bahls como Nicole
- Blogueirinha como Blogueirinha
- Douglas Ferregui como Douglas
- David Brazil como David Brazil